# Municipio de Colfax (condado de Dallas)
El municipio de Colfax (en inglés: Colfax Township) es un municipio ubicado en el condado de Dallas en el estado estadounidense de Iowa. En el año 2010 tenía una población de 399 habitantes y una densidad poblacional de 4,21 personas por km².

## Geografía
El municipio de Colfax se encuentra ubicado en las coordenadas 41°38′40″N 94°6′21″O / 41.64444, -94.10583. Según la Oficina del Censo de los Estados Unidos, el municipio tiene una superficie total de 94.79 km², de la cual 94,79 km² corresponden a tierra firme y (0 %) 0 km² es agua.

## Demografía
Según el censo de 2010, había 399 personas residiendo en el municipio de Colfax. La densidad de población era de 4,21 hab./km². De los 399 habitantes, el municipio de Colfax estaba compuesto por el 99,25 % blancos, el 0,25 % eran asiáticos y el 0,5 % eran de una mezcla de razas. Del total de la población el 0,75 % eran hispanos o latinos de cualquier raza.